# マジクエスト
マジクエスト（MAGIQUEST）は、アメリカ生まれのアトラクション。RPGの世界を実体験できる。
日本では、愛知県蒲郡市のテーマパークラグナシアで稼動中であったが、2018年6月17日に運営を終了した。
初代マジクエストは、2005年6月15日、アメリカ合衆国サウスカロライナ州のマートルビーチにある「Broadway at the Beach」という複合施設にオープンした。当日はクエストのキャラクターなどが大勢参加したセレモニーが開催され、沢山の人々が足を運んだ。また、国際アミューズメントパーク・アトラクション協会(IAAPA)主催の見本市「IAAPA Attractions Expo 2005」（2005年11月13日から18日、ジョージア州アトランタ）で、賞(Image Award)を獲得している。

## ゲーム概要
プレイヤーはマギ（MAGI＝魔法使い）というキャラクターとなり、魔法を使いながら魔法の王国「マジックキングダム」を冒険していく。
先端から赤外線を発するワンド（またはワンズ）という杖型の端末をもち、場内に散らばる宝箱などのアイテムを遠隔操作することによって魔法使いの雰囲気を味わうことが出来る。ゲームデータは施設側に記憶され、プレイヤーが次回遊ぶときに、続きからゲームを楽しむことが出来る他、万が一ワンドを紛失した際にも自分の身分を証明すれば新しいワンドにIDを入れ込むことが出来る。
プレーヤーがマジクエストの世界に入るためには
1. 自分が使用するワンドを選ぶ。
2. 自分が所属するクランを選ぶ。
3. エントリーシートに自分の姓名と誕生日、ゲームに登録するマギネーム、クランなどの必要事項（場所により異なる）を書き込み、受付へ提出する。
4. ワンドの料金やゲーム料金を支払い、ヒント集である小冊子「賢者の書（けんじゃのしょ、The Ancient Book OF Wisdom）」を渡され、トレーニングルームへ進む（二回目以降はゲーム料金の支払いとワンド情報をゲーム側に読み込んだ後、すぐにプレイ開始）。

という手順を踏む。
トレーニングルームでクエストマスターからゲームの概要と遊び方などを教えられ、マジクエストの世界へ旅立つこととなる。
ゲーム構成は、大きくクエストとアドベンチャーの2つに分かれており、どちらからプレイしても構わない。クエストは特定のルーン（後述）を入手することが目的とされ、アドベンチャーには、達成に必要な複数のルーンを入手するクエストが含まれている。
すべてのマギは、クエストステーションと呼ばれるストーンサークルからゲームを開始する。サークルを構成する石柱にはゲームの起点となる映像端末が仕込まれており、そこでクエストマスターから自分が選択したクエストやアドベンチャーについての必要事項（クリア条件）の説明を受け、画面上に表示されるスタートのアイコンをタッチすることでゲームが開始される。
クエストやアドベンチャーの途中で、入手出来ていないアイテムは何か、残りのプレイ時間、自分の階級や所有するルーンやXP（経験値）などの情報は、王国の住人たち（映像端末）から随時入手することが出来る。
なお、日本では2017年8月現在、愛知県（ラグナシア）でマジクエストを体験できプレイ時間は45分間となっている。制限時間になり、ワンドを振ると「あなたの冒険はもうおしまいよ」と言われ魔法が一切使えなくなる。
過去に運営していた東京ドームシティでのマジクエストの体験はフリーパス使用可能。ただし、ワンドは別売りであった。
2016年9月30日をもって東京ドームシティのマジクエストは営業を終了した。跡地は貸しホールとなっている。

## ワンド（杖）
基本のワンドは3色あり、オーブと呼ばれる金色で球形をしたトッパー（ワンドの頭に取り付けるアクセサリーの事で、ゲーム内容には特に関係がない）が付いている。
初期トッパーであるオーブ以外に十数種類のトッパーが販売されている。販売されているトッパーはクラン（後述。種族の属性）を反映したデザインとなっており、プレイヤーは自分の選択したクランになりきるために自らのクランのトッパーを買うことが多い。その他オリジナルのトッパーを作るマギも多く出現しており、それらを装着したり、ワンドを自分好みに塗装し直す、アクセサリーパーツやシールを貼り付けるなどを施した、いわゆる「デコワンド」の使用も増えている。
ワンドには赤外線発信機と記録用のメモリー、電池などが内蔵されている。ワンドの先端は一段低く成型されており、そこに透明な発光器がはめ込まれている。ゲームではこの発光器を様々なアイテムなどに内蔵された受光器に向けることで情報のやりとりが行われる。またオーブ以外のトッパーには本体であるワンドとは別のボタン電池と発光体が内蔵されており、ゲーム中にワンズを振るとトッパーの一部が発光する仕掛けを持つものもある。

### トッパー
2016年9月30日まで東京ドームアトラクションズで販売されていたトッパーは以下の通り。

#### ウォリアー
ウォリアー(Warrior)
赤竜の首を象ったもの。
アイスドラゴン(Ice Dragon)
氷竜の首を象ったもの。
セプタージュエルドラゴン(Sceptor Jewel Dragon）
赤竜の全身像を象ったもの。（期間限定）

#### ウッディー
ピクシー(Pixie)
膝を抱えて座る妖精を象ったもの。
クリスタル(Crystal)
水晶柱を象ったもの。
ユニコーン(Unicorn)
翼を持つ一角獣を象ったもの。

#### シャドー
シャドー(Shadow)
頭蓋骨を封じ込めた水晶球を象ったもの。
ダーククラウン(Dark Crown)
闇色の水晶を象ったもの。
ガントレット(Guantlet)
掌に眼を持つ篭手を象ったもの。

#### トリックスター
トリックスター(Trixter)
竪琴を象ったもの。
ルーンコレクター(Rune Collector)
一端に従来のオーブをはめ込む、ワンド長を延長するタイプのもの。
アーミラリー(Armilary)
天球儀を象ったもの。

#### マジェスティック
マジェスティック(Magestic)
桃色の水晶を象ったもの。
ティアラ(Tiara)
王冠を象ったもの。
ユニコーンホーン(Unicorn Horn)
一角獣の角を象ったもの。

## クラン
クランとは、プレイヤーがゲーム参加時に選択する自らの種族の事。
クランには特定のルーンに対する属性が付与されており、自分が属するクランのルーンを最初から所持することが出来る（日本版ではこの機能は実装されていない）。
ウォーリアー(Warrior)
稲妻の戦士
クランのルーン：ライトニング・ルーン
クランカラー：赤
ウォーリアーは試練を成し遂げることに熱心な、勇敢で英雄的なものである。
ウッディー(Woodsy)
森の統治者
クランのルーン：エンチャント・ルーン
クランカラー：緑
ウッディーは、少々いたずら好きではあるが、森に棲む魅力的なものである。
トリックスター(Trixter)
魔法の道化師
クランのルーン：ミュージック・ルーン
クランカラー：紫
トリックスターはピエロのように人を楽しませる陽気なものである。
シャドー(Shadow)
影の一族
クランのルーン：ディストラクト・ルーン
クランカラー：黒
シャドーは闇の世界に棲み、常に冷静に行動するものである。
マジェスティック(Majestic)
癒しの貴族
クランのルーン：ヒーリング・ルーン
クランカラー：ブルーまたはピンク
マジェスティックは高潔さを漂わせ、懸命で威風堂々としたものである。

## レベルアップ
マギにはそのレベルによって階級が与えられる。それらは宝箱などのアイテムを得たり、クエストやアドベンチャーをクリアすることにより得られるXP（経験値）にしたがって昇格する。
トレーニングを終えたばかりのマギは「見習いマギ」となり、更に「ジュニアマギ」→「マギ」→「シニアマギ」→「マスターマギ」となっていく（マギに様々な使命を与えるクエストマスターはマスターマギのさらに上のレベルに位置すると見られる）。
なおクエストには「マスターマギクエスト」が存在するが、これをクリアすればマスターマギとなれる訳ではなく、階級はあくまでも取得XPとの関係で決定されている。

## クエスト
ゲーム本編はクエストとアドベンチャーに大別され、互いに関係している。
クエストはルーン（魔力を持った石片、魔法石のこと。史実上のルーン文字とは、デザインも意味も異なる）を手に入れる試練の事で、場内に散らばるいくつかのアイテムを、ヒントを元に探し出し、特定のキャラクターに提示することなどによって入手できる。入手のためのヒントはクエストストーンに現れる大賢者クエストマスターから与えられる。しかしヒント映像ではサラっと流されるのみなので、賢者の書と呼ばれる冊子を頼りにアイテムを探していくのが基本となる。
ヒントはそのアイテムが存在する空間を示唆しているものがほとんどで、例えばダンジョンであれば「暗きところ」「勇気を要する場」といった言い回しで暗示される。
クエストの数＝ルーンの数となるが、現在日本で確認できるのは下記の12種がある（取得アイテム、ルーンの持ち主については、ラグナシアと東京ドームシティアトラクションズで異なることがある。以下の記載は2009年5月現在での東京ドームシティアトラクションズバージョンに準拠する）。
ライトニング・ルーン(Lightning Rune)
稲妻の魔法：稲妻を使って相手を痺れさせたり、閃光で目をくらませたりできる。
クラン属性：ウォーリアー
取得するアイテム：石に刺さった剣（稲妻の剣）、盾、鎧、マギウォーリアーの書
ルーンの持ち主：ガーゴイル
ヒーリング・ルーン(Healing Rune)
治癒の魔法：対象を治癒する魔法。自分に使えばHP回復、対象物に使えばそのものの力が回復する。
クラン属性：マジェスティック
取得するアイテム：シダの葉、コケ、樹の蜜、キノコ
ルーンの持ち主：プリンセス・キャンディス
ミュージック・ルーン(Music Rune)
音楽の魔法：美しい音楽を奏でる魔法。
取得するアイテム：サックス、フルート、ハープ、トランペット、ホルン、ト音記号の内の4つ
ルーンの持ち主：ユニコーン
エンチャント・ルーン(Enchant Creature Rune)
生き物と会話する魔法：動物や無生物にマギたちが喋る言語を使用させることができる。
クラン属性：ウッディー
取得するアイテム：エンチャント・ルーンのかけらが入った宝箱3つと、穴の開いた岩
ルーンの持ち主：ピクシークイーン
ディストラクト・ルーン(Distraction Rune)
惑わしの魔法：対象の気をそらせて、その間に目的地に進入することができる。
クラン属性：シャドー
取得するアイテム：2000ゴールド、ディストラクト・ルーンのかけらが入った宝箱4つ
ルーンの持ち主：ガーゴイル
ダズル・ルーン(Dazzle Rune)
輝きの魔法：対象に輝きを与える。クリスタルなどの輝きを取り戻すときにも使える。
取得するアイテム：赤、黄、青、紫、白の5色のクリスタル
ルーンの持ち主：木の葉の精霊
プロテクション・ルーン(Protection Rune)
防御の魔法：相手の攻撃（例えば炎など）を防御する。
取得するアイテム：2000ゴールド、砂時計、王冠の入った緑の宝箱（砂時計→宝箱は順番あり）。
ルーンの持ち主：賢者の石像
リビール・ルーン(Reveal Rune)
解明の魔法：見えないものを見えるようにする魔法。
取得するアイテム：緑の色彩を司る妖精の像、黄の色彩を司る花、赤の色彩を司る地図、黒の色彩を司る岩穴（順番あり）
ルーンの持ち主：沢山の目を持つ守り人
ポータル・ルーン(Portal Rune)
入口の魔法：門などの鍵を開け、中に侵入するときに使用する魔法。ディストラクト・ルーンと併用して使うことが基本となる。
取得するアイテム：2000ゴールド、ポータルスター、ポータル・ルーンのかけらが入った宝箱。
ルーンの持ち主：壁の精霊
フリーズ・ルーン(Freeze Rune)
凍結の魔法：相手を凍りつかせ、固めてしまう魔法。
取得するアイテム：ランタン、喋る木、凍結の書、女神の絵画
ルーンの持ち主：切り株の老人
アイスアロー・ルーン(Ice Arrow Rune)
氷の矢の魔法：氷の矢を放ち、相手の体力を減らす攻撃魔法。
取得するアイテム：氷のつらら、雪の結晶、アイスドラゴンのうろこ、鷹の爪
ルーンの持ち主：おしゃべりフクロウ
マスターマギ・ルーン(Master Magi Rune)
大賢者のルーン：このルーンを持つ者はマスターマギとしての地位を与えられる。
取得するアイテム：2つのパートに分かれている。
まず第一章で5つの星を見つけること。最後に「星の本」を探し出せば第二章に進める。
第二章ではマスターマギの資質を表す5つの言葉が描かれた石板（創造力(CREATIVITY)、伝達力(COMMUNICATION)、協力(COLLABORATION)、勇気(COURAGE)、謙虚さ(COMPROMISE)）を探す（順番あり）。
ルーンの持ち主：最後はキャラクターではなく、マスターマギの宝箱を開けることでルーン取得となる。

### マスターマギクエスト
上述のクエストにおける12種類のルーンを入手すると、称号に関わり無く、マスターマギクエストという上級クエストがプレイ可能になる。「賢者の書」に記載はない。
シールド・ルーン(Shield Rune)
盾の魔法

ポーション・ルーン(Potion Rune)
魔法薬の魔法

ファイア・ルーン(Fire Rune)
炎の魔法

## アドベンチャー
アドベンチャーは手に入れたルーンを使ってさらに上位の謎、試練に挑むゲームである。基本のゲームの進め方はクエストと同じだが、賢者の書にヒントがないためキャラクターの映像で推理していかなくてはならない。
アドベンチャーをクリアするとアドベンチャールーンを得ることが出来、このルーンはデュエリングの際に使用することが出来る。

### ゴブリンアドベンチャー
必要ルーン
ライトニング・ルーン、ポータル・ルーン、ディストラクト・ルーン
ストーリー
ダンジョンに棲む魔物ゴブリン。彼らにプリンセスの美しいジュエリーを盗まれてしまった。それがないとプリンセスは、王国の生き物達に魔法の力を与えているマジックスターを作ることができない。ゴブリンたちの王ゴブリンキングを懲らしめ、5種類のジュエリーを取り戻せ！
得られるアドベンチャールーン
プリンセス・ルーン

### ピクシーアドベンチャー
必要ルーン
ダズル・ルーン、ヒーリング・ルーン、エンチャント・ルーン、リビール・ルーン
ストーリー
妖精ピクシーの女王セリーナが守っていたグリーンクリスタルが消えてしまった。これが無いと、妖精たちは飛ぶ力を失ってしまう。消えたグリーンクリスタルを探し出し、妖精セリーナの元へ届けよ。
得られるアドベンチャールーン
ピクシー・リング

### ユニコーンアドベンチャー
必要ルーン
ヒーリング・ルーン、ディストラクト・ルーン、ライトニング・ルーン、ミュージック・ルーン
ストーリー
ユニコーンと友達になろう。ユニコーンの星を盗んだ犯人を探し出し、星に輝きを取り戻せ！
得られるアドベンチャールーン
ユニコーン・ルーン

### デュエルマスターアドベンチャー
必要ルーン
ミュージック・ルーン、エンチャント・ルーン、ダズル・ルーン
ストーリー
マギ同士の決闘「デュエル」の達人、デュエルマスターからその極意を学びたい！けれども気難しいデュエルマスターに会うにはどうすればよいのだろう？
得られるアドベンチャールーン
デュエルマスター・ルーン

### ドラゴンアドベンチャー
必要ルーン
リビール・ルーン、ポータル・ルーン、プロテクション・ルーン、フリーズ・ルーン、アイスアロー・ルーン（これ以外に、壁に埋め込まれた3つの紋章を順番に入手する必要がある。）
ストーリー
凶暴な赤竜が炎を吐いて暴れまわっている。人々を脅かし、黄金を奪っていく巨大なドラゴンを倒し、王国を救うのだ！
得られるアドベンチャールーン
ドラゴン・ルーン

### マスターマギアドベンチャー
マスターマギルーンを入手すると称号に関わり無く、マスターマギアドベンチャーという上級アドベンチャーがプレイ可能になる。賢者の書に記載はない。

#### アイスドラゴンアドベンチャー
必要ルーン
シールド・ルーン、ファイア・ルーン、ポーション・ルーン（更に、ドラゴンアドベンチャーをクリアしていること）
ストーリー

## 音楽
マジクエストの音楽を担当しているのはバンド「ブラックモアズ・ナイト」である。
バンドのヴォーカル、キャンディス・ナイト（リッチー・ブラックモアの妻）は、プリンセス・キャンディス役でゲームに登場する。

## 所在地
- 2005年 マートルビーチに第一号がオープン
その後、アメリカ東海岸を中心に展開するテーマホテル『グレートウルフロッジ(Great Wolf Lodge)』にオープン、各地に展開されている。
  - オハイオ州メイソン (Mason)
  - カリフォルニア州サンタアナ(Santa Ana)
  - テキサス州グレイプバイン(Grapevine)
  - ペンシルベニア州ポコノ・マウンテンズ(Pocono Mountains)
  - バージニア州ウィリアムズバーグ(Williamsburg)
  - ミシガン州トラバースシティ(Traverse city)
  - カンザス州カンザスシティ(Kansas city)
  - ワシントン州グランドマウンド(Grand Mound）

その他の展開（2009年オープン予定含む）は以下の通り
- ニュージャージー州イーストハノーバー(East Hanover)：ファンプレックス(FunPlex)
- テネシー州ピジョンフォージ(Pigeon forge)
- ニュージャージー州ザナドゥモール(Xanadu Mall)
- ニューハンプシャー州コンコード(Concord)
- ハワイ
- 愛知県蒲郡市：ラグナシア

## クリエイティブ・キングダムズ社
マジクエストを創造し、運営しているのがクリエイティブ・キングダムズ社(Creative Kingdom, Inc.,)である。クリエイティブ・キングダムズ社は1999年に、デニス・ウェストン、リック・ブリッグス、ジョナサン・バーニー、フレッド・フランツらが共同で創立した。

## 関連事項
- カリフォルニア州サンタアナにあるサイエンスセンターでは、恐竜をテーマにしたディノクエストが展開されている。
- 2014年1月～3月にかけて、東京ドームシティアトラクションズ内のマジクエストでSCRAP主催の謎解きイベントリアル脱出ゲームである『魔法禁書エンラッドからの脱出〜奪われた力を取り戻せ〜』が2ヶ月のロングランで開催された。